# 美國內戰命名
美國內戰，中文常称为南北战争，據知有眾多替代性的名稱以反映美國不同地區不同群體在歷史上、政治上、與文化上各層面的敏感性。與其他國家的內戰不同，這場戰爭並非為爭奪美國聯邦政府的控制權而戰，而是為了維護美國聯邦政府的統一，粉碎及抵禦南方州份以維護奴隸制而進行的分離運動。戰爭中的戰鬥人員、軍隊、與戰役名稱在不同的時代有不同的名稱。

## 戰爭本身
下列名稱曾用以形容這場軍事衝突，有些至今仍在使用。各個名稱約略以使用頻率作為排序基準。前兩個名稱使用較為長久，其他的則較為零落。

### 常用名稱

#### 內戰
內戰（Civil War）是最通用及無偏向性的說法。自20世紀初以來，美國境內的參考書籍、學報、百科、大眾歷史讀物等，以此稱呼佔壓倒性多數。美國國家公園管理局（National Park Service）由美國國會成立託管，以保護戰場遺址，用的就是這個名稱。此名亦為此戰最早的稱呼，傑佛遜·戴維斯、羅伯特·李、尤里西斯·格蘭特、威廉·謝爾曼、皮瑞·波利加德、內森·佛耶斯特、與喬丹·班哲明等重要人物在戰前與戰爭進行中亦使用內戰一詞。亞伯拉罕·林肯總統於許多場合使用此說法，最著名者為其蓋茨堡演說（「…吾輩當下所業浩浩之戰…」，“... Now we are engaged in a great civil war. ...”）。
「美國內戰」（American Civil War），或較罕見的「合眾國內戰」（U.S. Civil War）等，國際化、消歧義的變體，在美國境內並非日常口語，在大眾場合或學術性討論中亦不通行，除非是在與他國之內戰作比較，或國際性著作等場合才使用。而美國境外的史學家們則鮮少使用這兩種變體以外的稱呼。

#### 州際之戰
州際之戰（War Between the States）此說法於20世紀在美國南方廣受使用，但使用率不斷下降；在戰爭進行中則鮮有人使用。美國內戰官方紀錄（Official Records of the American Civil War）中，載有1865年馬里蘭州政治人士佛朗西斯·布萊爾（Francis Preston Blair）與傑佛遜·戴維斯於的會議。布萊爾於會議中陳述，他「極其渴望見及州際之戰終結。」此詞自1868年起為人所知，時當前美利堅聯盟國副總統亞歷山大·史帝芬斯發行其著作《前此州際之戰的憲政觀點》（A Constitutional View of the Late War Between the States）。史帝芬斯並未於其著作中詳盡闡述此詞，但於序論中解釋此書之目的於「對於最近與人稱「美利堅合眾國」的「聯邦州」之間的州際之戰，呈現其憲政觀點。」此詞另一位具影響力的支持者為拉斐爾·西門斯（Raphael Semmes）。他於1868年出版其著作《州際之戰期間的戎馬生涯回憶錄》（Memoirs of Service Afloat during the War between the States），（但他於戰爭期間所發表之文章使用「內戰」(Civil War)一詞）。約瑟夫·強斯頓（Joseph Eggleston Johnston）將軍於1874年發表之回憶錄以《前此州際之戰期間的軍事行動、指揮記實》（Narrative of Military Operations, Directed, During the Late War between the States）為名。（但在這一波回憶錄潮流中實屬異類。聯盟國退伍軍人中之著名人物，約翰·戈登（John Brown Gordon）將軍將其1903年之著作命名為《內戰憶往》（Reminiscences of the Civil War）。此詞雖出現於眾多回憶錄與學術著作中，但於19世紀末之前在美國南方流傳不廣。
1880年代，「叛亂戰爭」（War of the Rebellion）一詞於美國東北方與美國國會中小有名氣（參見下節所述），但為南方人認為具有貶義。他們以為叛亂一詞言外之意為反抗官方法統，但他們並不承認這個法統。（雖說聯盟國於戰爭進行中時以「反抗者」（"Rebels"）自稱，但出諸北方人之口便具貶義。）州際之戰一詞於是用以作為叛亂戰爭之替代用語。聯盟國退伍軍人聯合）（United Confederate Veterans, UCV）於1898年決議通過：
特此，「叛亂戰爭」一詞，即南方報刊書籍所濫用以指涉州際之戰者，為本組織所譴責，因我們認為此種說法有損南方人之愛國精神，及其為之英勇奮戰達四年之久的事業，而我們敬請前稱之報刊書籍將此戰定名為州際之戰。
這項運動遍及南方，通常受聯盟國之女聯合（United Daughters of the Confederacy, UDC）領導，於期刊、大眾文學、以及公立學校歷史教學等重要場合中，推行「州際之戰」的用法。1920年代，聯盟國之女聯合著名史學家與發言人米爾爵德·拉瑟福德（Mildred Lewis Rutherford）寫道：
抵制不對南方1861年戰事採行如此原則的教科書；抵制抵觸憲法賦予南方分離之權的教科書；抵制稱呼聯盟國將士造反作亂，稱戰爭為叛亂之書籍…我們的戰爭不是內戰，…是州際之戰，是合眾國未分離之各州對自合眾國分離之州進行戰爭以迫其回歸聯邦。請如此稱呼，亦請如此教導。
有一種迷思認為，美國國會已接受以「州際之戰」為內戰正式名稱。聯盟國之女組織於1911年於國會中設立委員會以推行此一概念。喬治亞州國會議員查爾斯·愛德華於1913年2月提案決議如下：美利堅合眾國國會參眾兩院頒布，時稱「叛亂」或「內戰」及其他類似稱呼之戰爭，茲此以官方及法律名義正式命名、稱呼為「州際之戰」，並廣為周知。此一決議於委員會凋萎，未曾經由全院表決。其後藉上訴至威廉·塔夫脫以及赫伯特·胡佛兩位總統以推行此一決議的企圖遭斷然拒絕。1928年，國會曾通過含有此詞之決議，但所指為內華達州對抗合眾國政府的主張，也僅用於命名該項主張產生之時間點。此決議之辯論紀綠，包含提案人在內，有許多人使用「內戰」一詞，這項決議案因之不能成為官方為任何命名法所作的背書支持。
此詞在美國南方流傳最廣，其他地區也有零星使用的例子，一般作為避免地域性衝突的禮貌性用法。位於阿靈頓國家公墓的美國海軍陸戰隊戰爭紀念館（Marine Corps War Memorial, USMC War Memorial）即使用此詞，即是一例。美國郵政總局於1994年發行以「內戰」／「州際之戰」為題之紀念郵戳。1860年代，一個官方組織以包含一切妥協法的方式命名為：喬治亞內戰百年紀念委員會紀念州際之戰（the Georgia Civil War Centennial Commission Commemorating the War Between the States）。

### 歷史上的用語

#### 「叛亂戰爭」
「叛亂戰爭」（War of the Rebellion）自林肯總統時代起，華盛頓的朝野人士通常在官方宣言、往來通信、乃至日常交談中，皆使用「叛亂戰爭」一詞。此詞同時也是報紙記者、編輯、與參戰將士們的通用說法。在19世紀，北方喜用之說法為「前此之叛亂」（"the late rebellion"）。1880年，美國戰爭部編纂南北兩軍的軍事紀錄（即美國內戰官方紀錄(the Official Records of the American Civil War)），即以「叛亂戰爭」為標題。此詞於19世紀小有名氣，並常見用於北方的戰爭遺址，但已完全為「內戰」與「州際之戰」之用法所取代。

#### 美利堅合眾國與美利堅聯盟國之戰
美利堅合眾國與美利堅聯盟國之戰（War between the United States of America and the Confederate States of America），是戰爭期間里奇蒙的官方文件中所使用的官方詞彙。此詞之簡稱或為「州際之戰」一詞之起源。

#### 南方獨立戰爭
南方獨立戰爭（War of Southern Independence）此詞，於戰爭進行中廣為流傳，但因南方無法達成獨立而迅即聲望下滑。後在20世紀於南方同盟（League of the South）與聯盟國退伍軍人子弟（Sons of Confederate Veterans）等承緒聯盟國的團體間重整旗鼓。

#### 北方侵略戰爭
北方侵略戰爭（War of Northern Aggression）此詞，是聯盟國一方的愛國者們以此詞強調北方入侵南方，但流傳不廣，而事實上是南方挑起戰爭的爆發。

#### 州權戰爭
州權戰爭（War for States' Rights）一詞具爭議性，這是新聯盟國（neo-Confederate）運動於20世紀末的用法，用以推行政治議程，主要是指戰爭是為了反對聯邦政府對州權利的干涉，而非為了捍衛奴隸制。1990年前並無史家使用，1860年代間亦無人使用。

#### 其他詞語
其他的詞語更為少見，於今尤為罕用。在南方，有「維吉尼亞自衛戰」（War in Defense of Virginia）、「林肯先生之役」（Mr. Lincoln's War）、「分離戰爭」（War of Secession）等說法；在北方，則有「起事戰爭」（War of the Insurrection）、「拯救聯邦戰爭」（War to Save the Union）等用詞。後來的作者們曾發明「廢奴戰爭」（War for Abolition）及「阻止南方獨立的戰爭」（War to Prevent Southern Independence）等用詞，於書面及口頭上皆罕見罕聞。
戰爭剛結束時，下列的措詞通行一時：「此戰」（The War）、「前次之爭端」（The Late Unpleasantness）、以及「錯失之偉業」（The Lost Cause）。1866年出版的《錯失之偉業》一書作者愛德華·波拉德（Edward A. Pollard）本人當時為諸多使用「內戰」一詞者之例。

## 參戰方
合眾國軍方俗稱為「聯邦軍」（"Union"）、「聯邦人」（"Federals"）、「北方」（"the North"）、或「洋基」（"Yankees"）；聯盟國一方則通稱「聯盟國」（"the Confederacy"）、「南方」（"the South"）、「反抗軍」（"Rebels"）、或「迪克西」（"Dixie"）。為北方而戰的將士通稱「洋基比利」（"Billy Yanks"），而為南方而戰的者通稱「造反的強尼」（"Johnny Rebs"或"Johnny Rebels"）。

## 戰役與軍隊
南北雙方除對戰爭之命名有異外，對戰爭中的若干場戰役亦有不同命名。北方多以鄰近或位居戰場之著名河川命名；南方則使用城鎮名。並不是所有的相異名稱皆來自此『河川對城鎮』之分歧。現今對內戰中之戰役名稱大多來自北方當被之命名，但有若干南方之戰役命名於今成為標準。美國國家公園管理處通常使用南方的命名作為位處南方的戰場紀念公園之名稱，據推測為尊重地區性情感，或因城鎮名對觀光客而言，在地圖上較河川名更為常見。戰役重名的例子有：
| 內戰戰役名稱                | 內戰戰役名稱           | 內戰戰役名稱        |
| 日期                        | 南方使用名稱           | 北方使用名稱        |
| --------------------------- | ---------------------- | ------------------- |
| 1861年7月21日               | 第一次馬納沙斯之役     | 第一次牛奔河之役    |
| 1861年8月10日               | 樺樹嶺之役             | 威尔逊克里克战役    |
| 1861年10月21日              | 李斯堡之役             | 博爾斯布拉夫之役    |
| 1862年1月19日               | 密爾斯普林斯之役       | Logan's Cross Roads |
| 1862年3月7日–8日            | 鹿角酒館戰役           | 豌豆岭战役          |
| 1862年4月6日–7日            | 夏羅之役               | 匹茲堡登陸點之役    |
| 1862年5月31日–6月1日        | Fair Oaks              | 七松之役            |
| 1862年6月27日               | Battle of Gaines' Mill | Chickahominy River  |
| 1862年8月29日–30日          | 第二次馬納沙斯之役     | 第二次牛奔河戰役    |
| 1862年9月1日                | Ox Hill                | 尚蒂利战役          |
| 1862年9月14日               | 本斯波羅之役           | 南山之役            |
| 1862年9月17日               | 夏普斯堡之役           | 安提頓戰役          |
| 1862年10月8日               | 佩里维尔战役           | 卓別林山戰役        |
| 1862年12月31日–1863年1月2日 | 穆弗里斯伯勒之役       | 斯通斯河之役        |
| 1864年4月8日                | Battle of Mansfield    | Sabine Cross Roads  |
| 1864年9月19日               | 第三次溫徹斯特之役     | Battle of Opequon   |

內戰中的各軍團命名法同於戰場命名則：北方通常使用河川名（波多馬克軍團(Army of the Potomac)、田納西軍團(Army of the Tennessee)、密西西比軍團(Army of the Mississippi)等等）；南方則以地理分區命名（北維吉尼亞軍團(Army of Northern Virginia)、田納西軍團(Army of Tennessee)、密西西比軍團(Army of Mississippi)等等）
小於軍團的軍單位之命名法依事例而有所不同。聯邦軍各旅以數字指派（第一旅、第二旅等等）；而聯盟國各旅通常依其指揮官命名（胡德旅、戈登旅等等）。聯邦軍各旅即使其由其他人暫代指揮時，也沿襲前名。例如說，蓋茨堡之役中，胡克旅（Hoke's Brigade）由艾薩克·艾佛瑞（Isaac Avery）指揮；而尼卻旅（Nicholl's Brigade）由傑西·威廉斯（Jesse Williams）指揮。使用綽號在雙方都很常見，如鐵旅（Iron Brigade）和石墻旅（Stonewall Brigade）等等。聯邦軍的砲兵部隊通常依數字命名，而聯盟國則以其招募所在城鎮為名。

## 註解
1. ^  國家公園管理處，戰場舊址

## 外部連結
- 美國國家公園管理處
- 內戰場場名稱 （页面存档备份，存于）
- Musick, Michael P., "Civil War Records: A War by Any Other Name." （页面存档备份，存于） Prologue: Quarterly of the National Archives. Summer 1995, Vol. 27, No. 2.